# Caddoan
Caddoan jeziki so družina severnoameriških indijanskih jezikov, ki po zastarelih teorijah spadajo v družino jeziki makrosiouksov.
Jeziki te družine so se govorili na ameriškem jugovzhodu, pa tudi v delih prerij. Kanibalizem in človeško žrtvovanje sta bila nekoč razširjena med temi plemeni, mnoga plemena pa so se ukvarjala tudi s tetoviranjem.
Družina kaddo se razcepi v dve skupini, Caddo, kjer so bili pravi Indijanci Cadoo organizirani v tri plemenske konfederacije: Hasinai, Kadohadacho in Natchitoches. Druga skupina so Pawnee, ki vključuje Indijance Pawnee in sorodna plemena ter jezike Indijancev Arikara, Wichita, Tawakoni in Waco, pa tudi nekatere manjše plemenske skupine in narečja. Jezik Adai, ki so ga nekoč govorili Indijanci Adai, se pogosto pripisuje družini Caddoan. Njihov jezik je včasih uvrščen v ločeno družino Adaizan, zato je treba pripadnost jeziku Adai jemati z rezervo. Adai so bili starejše prebivalstvo z bolj arhaično kulturo kot Caddoan.
Predstavniki družine Caddoan so: Adai (s pridržkom; sicer družina Adaizan), Arikara, Eyeish, Hasinai, Kadohadacho, Kichai, Natchitoches, Pawnee, Tawakoni, Tawehash, Waco, Wichita, Yscani.

## Jeziki
Obstaja pet jezikov
in. Severni (4)
a1. Pawnee-Kitsai (3):
in. Kitsai (1): jezik Kitsai [kii]
b. Pawnee (2): Arikara jezik [ari], Pawnee jezik [paw]
a2. Wichita (1): Wichita jezik [wic]
b. južni (1): Cadoo jezik [cad]